# Константинопольський «Вічний Мир» (1720)
Константинопольський «Вічний Мир» — мирна угода між Московським царством та Османською імперією, укладений 5 (16) листопада 1720 в Константинополі (Стамбул), Османська імперія.
Замінив Адріанопольський мирний договір 1713. Умови угоди були найкращими для Московського царства, ніж умови Прутського миру 1711 і Адріанопольської мирної угоди 1713. Відображаючи зростаюче значення Московського царства в міжнародних справах, з яким не міг не рахуватися османський уряд, Константинопольський «Вічний Мир» підтверджував мир і існуючого московського-османського кордону, передбачав мирне вирішення прикордонних суперечок; власне визнавав Московське царство гарантом status quo в Речі Посполитій (ст. 2). 
Сторони зобов'язувалися не надавати допомогу ворожим одній з них державам. Османська імперія погоджувалася на введення московських військ до Речі Посполитої в разі існування загрози територіальній цілісності Речі Посполитої. Заборонялося будівництво укріплень на території між Азовом та Черкаському, в гирлі річок Самари і між річками Оріль і Самара. 
Московське царство знову (після 1711) отримало право мати дипломатичного представника в Османській імперії (ст. 12). Московським підданим було дозволено відвідувати «святі місця» без сплати османських податків. 
Договором підтверджувалися взаємні права московських та османських купців на вільну торгівлю в обох країнах. 
Укладанням Константинопольського «Вічного Миру» Московське царство врегулювало основні питання російсько-турецьких відносин та забезпечило свій тил на Півдні в успішному завершальному періоді Північної війни. 